# Gravity (album của Westlife)
Gravity là album phòng thu thứ 11 của ban nhạc người Ireland Westlife. Album đã được phát hành ngày 22 tháng 11 năm 2010 tại Vương quốc Liên hiệp Anh và Bắc Ireland bởi hãng đĩa Syco Music, RCA Records và Sony Music. John Shanks là người đã sản xuất toàn bộ các bài hát trong album, và giám đốc sản xuất của album là Simon Cowell.

## Thông tin
Đầu năm 2010, nhiều nguồn tin cho biết Westlife quyết định không phát hành thêm đĩa đơn thứ hai cho album Where We Are. Theo những nguồn tin này, một album mới sẽ được phát hành vào cuối năm 2010 và ban nhạc nói họ muốn thực hiện một album sexy hơn. Thông tin về việc phát hành album đã được xác thực bởi thành viên Kian Egan trong một trong những buổi diễn của họ trong Where We Are Tour ở Newcastle, rằng một album mới sẽ được phát hành vào tháng 11.
Công việc thu âm album được bắt đầu từ tháng 7 năm 2010, và nhóm đã phát biểu việc thu âm và mixing đã hoàn thành vào tháng 10 năm 2010. Họ đã thu âm các bài hát ở Los Angeles, California, Dublin và Luân Đôn. Ngày 17 tháng 9 năm 2010, thành viên Egan tiết lộ đĩa đơn đầu tiên từ album đã được chọn bởi Simon Cowell và một đoạn trích 30 giây từ bài hát đã được chơi trên X Factor Anh. Feehily sau đó đã bắt đầu trend topic #westlife11album và #westlifeSAFE trên Twitter để nói về vấn đề này.

## Đĩa đơn
"Safe" là đĩa đơn mở đầu cho album, phát hành ngày 14 tháng 11 năm 2010 ở Anh. Họ biểu diễn bài hát này lần đầu tiên trong chương trình X-Factor ngày đĩa đơn được phát hành. Bài hát này đã đạt vị trí #10 trong tuần đầu tiên phát hành và đây cũng là vị trí cao nhất bài hát này đạt được ở Anh, đưa "Safe" trở thành đĩa đơn đạt thứ hạng thấp nhất của Westlife đến thời điểm ấy. Đĩa đơn cũng đạt doanh số tiêu thụ thấp nhất trong số những đĩa đơn mở đầu mà nhóm đã phát hành.

## Danh sách bài hát
| STT              | Nhan đề                              | Sáng tác                                                        | Nhà sản xuất     | Thời lượng |
| ---------------- | ------------------------------------ | --------------------------------------------------------------- | ---------------- | ---------- |
| 1.               | "Beautiful Tonight"                  | Paul Barry, John Shanks                                         | Shanks           | 4:00       |
| 2.               | "Safe (bản album)"                   | James Grundler, Shanks                                          | Shanks           | 3:53       |
| 3.               | "Chances"                            | Joel Pott, Steven Roberts, Timothy Wanstall, Carey Willetts     | Shanks           | 4:46       |
| 4.               | "I Will Reach You"                   | Steve Anderson, Mark Feehily, Jamie Hartman                     | Shanks           | 3:21       |
| 5.               | "Closer"                             | Nicky Byrne, Kian Egan, Feehily, Shane Filan, John Reid, Shanks | Shanks           | 4:06       |
| 6.               | "The Reason"                         | Dan Estrin, Chris Hesse, Markku Lappalainen, Douglas Robb       | Shanks           | 3:54       |
| 7.               | "Tell Me It's Love"                  | Wayne Hector, Shanks                                            | Shanks           | 4:18       |
| 8.               | "I Get Weak"                         | Savan Kotecha, Shanks                                           | Shanks           | 3:42       |
| 9.               | "Before It's Too Late"               | Anderson, Feehily, Simon Petty                                  | Shanks           | 4:09       |
| 10.              | "No One's Gonna Sleep Tonight"       | Hector, Shanks                                                  | Shanks           | 3:53       |
| 11.              | "Difference In Me"                   | Hector, Shanks                                                  | Shanks           | 3:29       |
| 12.              | "Too Hard To Say Goodbye"            | Byrne, Egan, Feehily, Filan, Shanks                             | Shanks           | 4:44       |
| 13.              | "Please Stay (bonus track Nhật Bản)" | Burt Bacharach, Bob Hilliard                                    | Shanks           | 3:43       |
| Tổng thời lượng: | Tổng thời lượng:                     | Tổng thời lượng:                                                | Tổng thời lượng: | 48:05      |

## Xếp hạng
Album đã đạt vị trí quán quân ở Ireland trong 3 tuần liên tiếp trước khi bị Progress của Take That giành lại vị trí số 1. Tại Anh, album đạt đến vị trí số 3 trên UK Albums Chart trong tuần đầu tiên phát hành, nhưng các tuần tiếp theo và sau đó nó rơi khỏi top 10.
| Bảng xếp hạng (2010)      | Vị trí cao nhất |
| ------------------------- | --------------- |
| Irish Albums Chart        | 1               |
| Hong Kong Albums Chart    | 2               |
| UK Albums Chart           | 3               |
| Scottish Albums Chart     | 4               |
| South Korean Albums Chart | 7               |
| European Top 100 Albums   | 12              |
| New Zealand Albums Chart  | 22              |
| Swedish Albums Chart      | 46              |
| Swiss Albums Chart        | 50              |
| Dutch Albums Chart        | 76              |
| Mexican Albums Chart      | 90              |
| German Albums Chart       | 111             |

| Bảng xếp hạng (2010) | Vị trí |
| -------------------- | ------ |
| Irish Albums Chart   | 15     |
| UK Albums Chart      | 34     |

## Lịch sử phát hành

### Phát hành chính
| Khu vực        | Ngày                 | Định dạng          | Hãng đĩa                 |
| -------------- | -------------------- | ------------------ | ------------------------ |
| Châu Âu        | 19 tháng 11 năm 2010 | CD, nhạc số tải về | RCA Records, Sony Music  |
| Ireland        | 19 tháng 11 năm 2010 | CD, nhạc số tải về | Sony Music Entertainment |
| Hà Lan         | 19 tháng 11 năm 2010 | CD, nhạc số tải về | Sony Music Entertainment |
| Philippines    | 19 tháng 11 năm 2010 | CD, nhạc số tải về | Sony Music Entertainment |
| Thụy Điển      | 19 tháng 11 năm 2010 | CD, nhạc số tải về | Sony Music Entertainment |
| Thái Lan       | 19 tháng 11 năm 2010 | CD, nhạc số tải về | Sony Music Entertainment |
| Đan Mạch       | 22 tháng 11 năm 2010 | CD, nhạc số tải về | Sony Music Entertainment |
| Hồng Kông      | 22 tháng 11 năm 2010 | CD, nhạc số tải về | Sony Music Entertainment |
| Malaysia       | 22 tháng 11 năm 2010 | CD, nhạc số tải về | Sony Music Entertainment |
| Bồ Đào Nha     | 22 tháng 11 năm 2010 | CD, nhạc số tải về | Sony Music Entertainment |
| Nam Phi        | 22 tháng 11 năm 2010 | CD, nhạc số tải về | Sony Music Entertainment |
| Vương quốc Anh | 22 tháng 11 năm 2010 | CD, nhạc số tải về | S/Syco Music             |
| Hàn Quốc       | 23 tháng 11 năm 2010 | CD, nhạc số tải về | Sony Music Entertainment |
| Phần Lan       | 24 tháng 11 năm 2010 | CD, nhạc số tải về | Sony Music Entertainment |
| México         | 26 tháng 11 năm 2010 | CD, nhạc số tải về | Sony Music Entertainment |
| Đài Loan       | 30 tháng 11 năm 2010 | CD, nhạc số tải về | Sony Music Entertainment |
| Đức            | 3 tháng 12 năm 2010  | CD, nhạc số tải về | Sony Music Entertainment |
| Nhật Bản       | 15 tháng 12 năm 2010 | CD, nhạc số tải về | Sony Music Entertainment |

### Nhập khẩu
| Quốc gia | Ngày                 | Định dạng          | Hãng đĩa                            |
| -------- | -------------------- | ------------------ | ----------------------------------- |
| Nhật Bản | 22 tháng 11 năm 2010 | CD, nhạc số tải về | RCA Records, Sony Music, Syco Music |
| Canada   | 23 tháng 11 năm 2010 | CD, nhạc số tải về | RCA Records, Sony Music, Syco Music |
| Pháp     | 23 tháng 11 năm 2010 | CD, nhạc số tải về | RCA Records, Sony Music, Syco Music |
| Hoa Kỳ   | 23 tháng 11 năm 2010 | CD, nhạc số tải về | RCA Records, Sony Music, Syco Music |